# Na Brzegu (Szlachtowa)
Na Brzegu – część wsi Szlachtowa w Polsce, położona w województwie małopolskim, w powiecie nowotarskim, w gminie Szczawnica.
W latach 1975–1998 Na Brzegu (ówcześnie część Szczawnicy) administracyjnie należało do województwa nowosądeckiego.